# Knautia albanica
Knautia albanica är en tvåhjärtbladig växtart som beskrevs av John Isaac Briquet. Knautia albanica ingår i släktet åkerväddar, och familjen Dipsacaceae. Inga underarter finns listade i Catalogue of Life.